# Diane Webber
Diane Webber, född Diane Marguerite Empey 27 juni 1932 i Los Angeles, Kalifornien, USA, död  19 augusti 2008, var en amerikansk fotomodell och skådespelare.
Som Marguerite Empey var hon Playboys Playmate of the Month i maj 1955 och februari 1956.

## Fotnoter
1. 1 2  läs online, famousdude.com .[källa från Wikidata]
2. 1 2  Find a Grave, Find A Grave-ID: 89262272, läs online, läst: 9 oktober 2017.[källa från Wikidata]
3. ↑  läs online, www10.kinghost.com .[källa från Wikidata]
4. ↑  läs online, Internet Movie Database .[källa från Wikidata]
5. ↑  läs online, cryptomundo.com  .[källa från Wikidata]
6. ↑  Leo van de Pas, Genealogics, 2003, läs online och läs online.[källa från Wikidata]